# Ahmed Eid Abdel Malek
Pour les articles homonymes, voir Malek.
Ahmed Eid Abdel Malek est un footballeur égyptien né le 15 mai 1980 reconverti entraîneur.

## Palmarès
- Vainqueur de la Coupe d'Afrique des nations de football en 2010
- Coupe d'Afrique des vainqueurs de coupe de football : 2000
- Championnat d'Égypte de football : 2015
- Coupe d'Égypte de football : 2009, 2010
- Supercoupe d'Égypte de football : 2009